# Arctic (film)
Pour les articles homonymes, voir Arctic.
Pour plus de détails, voir Fiche technique et Distribution.
Arctic est un film dramatique islandais coécrit et réalisé par Joe Penna, sorti en 2018. Appartenant au genre du film de survie, il s'agit du premier long métrage du réalisateur.

## Synopsis
À la suite d’un accident d'avion, un homme nommé Overgård est bloqué dans l’Arctique. Il vit dans la carcasse de son avion et parvient à se nourrir en pêchant du poisson. Alors qu'il se croit sauvé par l'arrivée d'un hélicoptère, celui-ci s'écrase. Le pilote est tué mais sa passagère a survécu. Overgård soigne la jeune femme ; cependant comme son état ne s'améliore pas, il décide de partir avec elle en la tirant dans un traîneau vers une station saisonnière située au Nord. Le parcours est semé d'embûches : il faut escalader des montagnes, éviter les ours polaires et braver le froid et les tempêtes.

## Fiche technique
- Titre original : Arctic
- Réalisation : Joe Penna

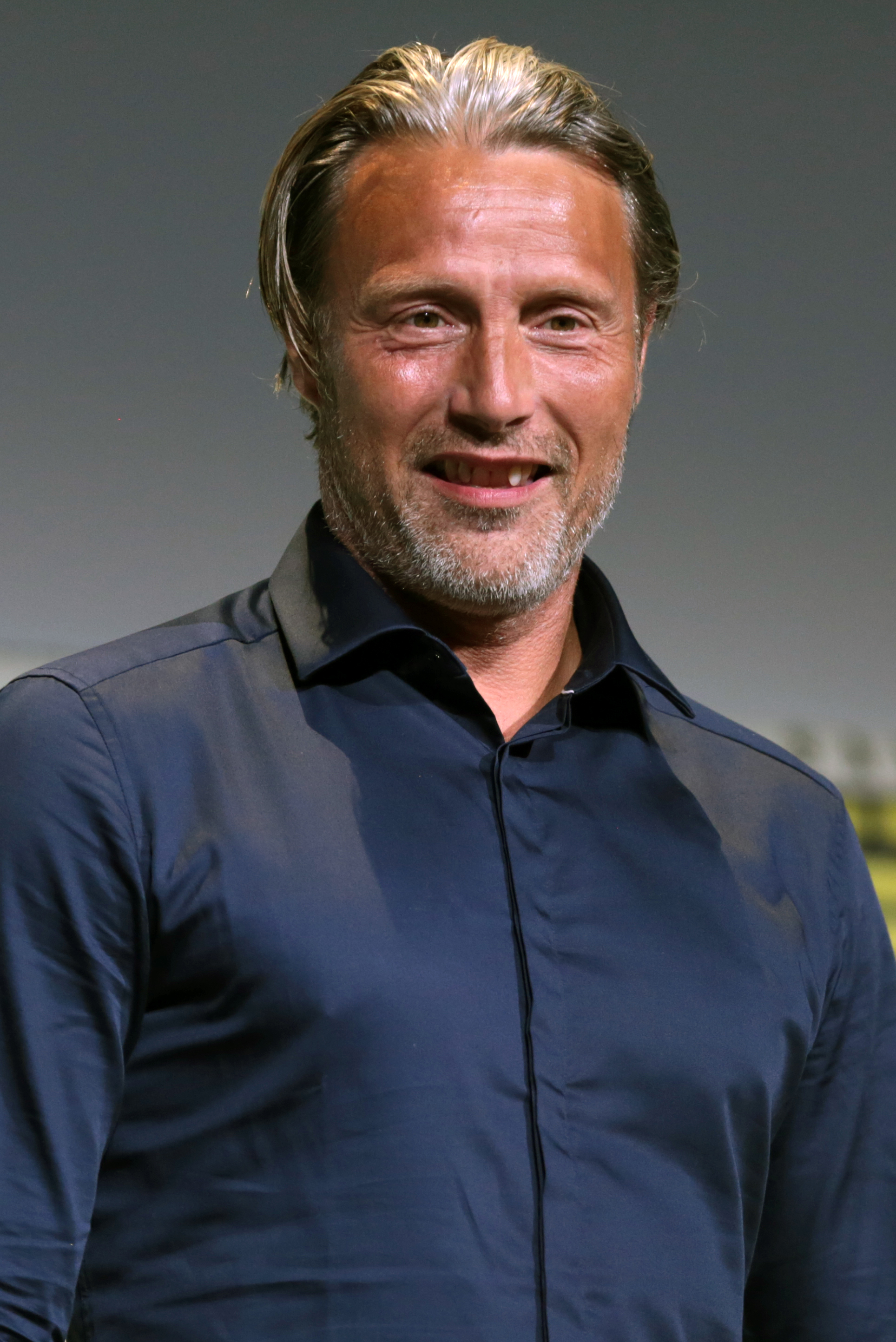
L'acteur principal Mads Mikkelsen, l'année de tournage du film.

- Scénario : Ryan Morrison et Joe Penna
- Direction artistique : Atli Geir Grétarsson
- Costumes : Margrét Einarsdóttir
- Photographie : Tómas Örn Tómasson
- Montage : Ryan Morrison
- Musique : Joseph Trapanese
- Production : Noah C. Haeussner, Christopher Lemole et Tim Zajaros
- Sociétés de production : Armory Films, Pegasus Pictures et Union Entertainment Group
- Sociétés de distribution : Bleecker Street (États-Unis) ; The Jokers (France)
- Pays d'origine :  Islande
- Langue originale : anglais, danois, islandais
- Format : couleur
- Genre : film de survie, drame
- Durée : 97 minutes
- Dates de sortie :
  - France : 10 mai 2018 (Festival de Cannes) ; 6 février 2019 (sortie nationale)
  - États-Unis : 1er février 2019

## Distribution
- Mads Mikkelsen (VF : Yann Guillemot ; VQ : Louis-Philippe Dandenault) : Overgård
- Maria Thelma Smáradóttir : la jeune femme
- Tintrinai Thikhasuk : le pilote de l'hélicoptère

 Source et légende : version québécoise (VQ) sur Doublage.qc.ca

## Production
Le tournage, qui a seulement duré dix-neuf jours en Islande, a été qualifié par Mads Mikkelsen comme le plus difficile de sa carrière.

## Accueil

### Festival et sorties
Arctic est sélectionné dans la catégorie des « Séances de minuit » et présenté le 10 mai 2018 lors du festival de Cannes. Sa sortie généralisée en France s'est faite le 6 février 2019.

### Critiques
Le film reçoit une note moyenne de 3.3 sur AlloCiné.
20 minutes apprécie le film « Un rôle fort pour Mads Mikkelsen dans un suspense réfrigérant. », tout comme Première qui félicite l'acteur « Mikkelsen porte le film sur ses épaules plus monolithique que jamais et sans dialogue ».